# میا یووانوویچ
میا یووانوویچ (انگلیسی: Mija Jovanović؛ ۹ اکتبر ۱۹۰۷ – ۲۶ ژوئن ۱۹۸۲) بازیکن فوتبال اهل یوگسلاوی بود.
از باشگاه‌هایی که در آن بازی کرده‌است می‌توان به باشگاه فوتبال بئوگراد اشاره کرد.